# Evius lemba
Evius lemba là một loài bướm đêm thuộc phân họ Arctiinae, họ Erebidae.